# Solatopupa
Solatopupa ist eine Gattung der Kornschnecken (Chondrinidae) aus der Unterordnung der Landlungenschnecken (Stylommatophora). Derzeit werden sechs Arten zur Gattung Solatopupa gestellt.

## Merkmale
Die zylinder- bis spindelförmigen Gehäuse sind 6,5 bis 14,2 mm hoch und 2,8 bis 4,2 mm hoch. Sie haben 7 bis 10 nur schwach gewölbte Windungen. Die Schale ist mäßig fest und gelblich bis elfenbeinfarben, oft mit braunen radialen Flecken. Die embryonalen Windungen sind glatt, die postembryonalen Windungen haben radialen Streifen oder Rippen in regelmäßigen Abständen. Die Mündung ist eiförmig mit zurückgebogenem, dünnem Mundsaum. Die Maximalbewehrung der Mündung besteht aus sieben Zähnen, einem kurzen angularen Tuberkel, einer unteren parietalen Lamelle, eine (mittlere) Spindellamelle, eine kurze untere Spindellamelle, und drei palatale Plicae. Diese Elemente sind meist mehr oder weniger reduziert, sie können im Extremfall sogar komplett fehlen. Ein Nabel fehlt.
Im männlichen Geschlechtstrakt verläuft der Samenleiter (Vas deferens) an der Vagina entlang und ist im unteren Teil in die Gewebehülle des Penis integriert. Der Samenleiter ist im distalen Teil vor dem Eintritt in den Penis zu einem Epiphallus erweitert. Dieser dringt an der Spitze des Penis ein, neben einem fingerförmigen und mäßig langen Blindsack (Caecum). Innen besitzt der Epiphallus Längsfalten und zahlreiche sehr kleine Papillen. Der Penis hat innen zwei breite, niedrige Längsfalten. Der Penisretraktormuskel teilt sich in zwei Stränge auf, einer setzt im unteren Teil des Penis an, der andere im unteren Teil des Epiphallus.
Im weiblichen Geschlechtstrakt ist die Vagina etwa 2- bis 3-mal länger als der freie Eileiter (Ovidukt). Der Stiel der Samenblase (Spermathek) ist annähernd zylindrisch, die Spermathek ist teilweise eingebettet in das Gewebe des Eisamenleiters (Ovispermidukt) und/oder den basalen Teil der Albumindrüse (Eiweißdrüse).

## Geographische Verbreitung
Die Arten der Gattung Solatopupa kommen im Westen Europas von Nordspanien über Frankreich bis nach Südengland vor. Weiter im Osten reicht das Areal von Italien (etwa ab der Höhe von Rom) bis in die Schweiz (Kanton Tessin, dort eingebürgert). Eine Art kommt auf den Mittelmeerinseln Korsika und Sardinien vor.

## Taxonomie und Systematik
Das Taxon wurde 1917 von Henry Augustus Pilsbry aufgestellt. Typusart ist Solatopupa similis (Bruguière, 1792). Derzeit werden der Gattung folgende Arten zugeordnet:
- Solatopupa cianensis (Caziot, 1910)
- Solatopupa guidoni (Caziot, 1904)
- Solatopupa juliana (Issel, 1866)
- Solatopupa pallida (Rossmässler, 1842)
- Solatopupa psarolena (Bourguignat, 1858)
- Solatopupa similis (Bruguière, 1792)

Typusart der Gattung Solatopupa Pilsbry, 1917 ist Bulimus similis Bruguière, 1792 durch die Festlegung des Autors der Gattung Henry Augustus Pilsbry.

## Belege